# گرت میشائل هنبرگ
گِرت میشائل هِـنِـبرگ (آلمانی: Gerd Michael Henneberg؛ ‏ تلفظ آلمانی: [ˈɡɛʁt]؛ ‏ ۱۴ ژوئیه ۱۹۲۲ – ۱ ژانویه ۲۰۱۱) بازیگر، کارگردان نمایش و مدیر تئاتر اهل آلمان بود.
از فیلم‌ها یا برنامه‌های تلویزیونی که وی در آن نقش داشته‌است، می‌توان به آزادی، بوته آزمایش، سربازان آزادی، نبرد مسکو و استالینگراد اشاره کرد.